# Na hraně temnoty
Na hraně temnoty (v originále Edge of Darkness) je konspirační kriminální thriller z roku 2010, který režíroval Martin Campbell, napsali William Monahan a Andrew Bovell a v hlavních rolích se představili Mel Gibson a Ray Winstone. Film vznikl v britsko-americké koprodukci a vychází ze stejnojmenného televizního seriálu BBC z roku 1985, který rovněž režíroval Campbell. Jedná se o Gibsonovu první hlavní roli na plátně od filmu Znamení (2002) a sleduje detektiva, který vyšetřuje vraždu své dcery aktivistky a přitom odhaluje politické konspirace a krytí. Film byl uveden do kin 29. ledna 2010. Film získal smíšené hodnocení kritiků, ačkoli výkony Gibsona a Winstonea byly chváleny, a vydělal 81 milionů dolarů oproti produkčnímu rozpočtu 80 milionů dolarů, což z něj učinilo kasovní propadák.

## Děj
Na bostonském South Station vyzvedne detektiv Thomas Craven svou dceru Emmu, která přijíždí na návštěvu. Emma se během cesty i doma začne cítit zle – zvrací a krvácí z nosu. Když vyjdou z domu na cestu do nemocnice, neznámý útočník zakřičí „Craven!“ a střelí ji brokovnicí. Emma umírá otci v náručí.
Craven začne pátrat po útočníkovi. Zjistí, že Emma měla v nočním stolku pistoli, a uvědomí si, že cílem útoku byla možná právě ona. Stopa vede k jejímu příteli Davidovi, který se bojí firmy Northmoor, pro kterou oba pracovali. V Emmině bytě Craven najde dozimetr a později zjistí, že její vlasy jsou radioaktivní.
Craven navštíví šéfa Northmooru Jacka Bennetta, který tvrdí, že firma vyvíjí čistou jadernou energii, ale víc odmítne říct. Craven začne vídat vize malé Emmy, jak si spolu povídají jako otec a dcera.
Jednoho dne ho navštíví britský agent Jedburgh, který má „uklidit“ všechny stopy kolem případu. Rozhodne se ale Cravena ušetřit. Od Emminých přátel se Craven dozví, že Northmoor vyvíjí jaderné zbraně podle zahraničních návrhů, které mají sloužit jako špinavé bomby a že Emma kvůli tomu byla zavražděna.
Craven konfrontuje senátora Pinea, kterého Emma kontaktovala. Když zjistí, že je otráven radioaktivitou, vtrhne do Bennettova domu a zlikviduje jeho lidi. Bennetta donutí vypít kontaminované mléko a pak ho zastřelí.
Jedburgh se sejde se senátorem a poradci, kteří ho najali. Když mu navrhnou, aby případ zametl pod koberec, všechny tři zastřelí. Při příchodu mladého policisty mu dá na výběr – když zjistí, že má děti, nechá se od něj zabít.
Mladý novinář dostane Cravenův dopis s DVD, kde Emma odhaluje celou pravdu. V závěru filmu umírá Craven v nemocnici. Objevuje se duch Emmy a společně odcházejí do světla.

## Obsazení
- Mel Gibson jako detektiv Thomas Craven z bostonského policejního oddělení. Gibson je fanouškem televizního seriálu a film je jeho první hlavní rolí od filmů Údolí stínů a Znamení z roku 2002, poté co se věnoval režii (Umučení Krista, Apocalypto) a nedobrovolně přerušil činnost po kontroverzním incidentu s alkoholem v roce 2006.
- Ray Winstone jako Darius Jedburgh, bývalý kapitán britských speciálních jednotek, který se stal agentem soukromé bezpečnostní služby, vyslaný, aby kryl vraždu. Do role byl původně obsazen Robert De Niro, ale krátce po začátku natáčení odešel. De Niro to zdůvodnil „tvůrčími neshodami“.
- Danny Huston jako Jack Bennett, pochybný šéf Northmooru
- Bojana Novakovic jako Emma Craven, Tomova zavražděná dcera
- Gabrielle Popa jako mladá Emma (v titulcích uvedena jako Maria Gabrielle Popa)
- Shawn Roberts jako David Burnham, Emmin přítel
- David Aaron Baker jako Millroy
- Jay O. Sanders jako detektiv Bill Whitehouse, Tomův partner a blízký přítel
- Caterina Scorsone jako Melissa, Emmina přítelkyně
- Gbenga Akinnagbe jako detektiv Darcy Jones, detektiv z Tomova týmu
- Christy Scott Cashman jako detektiv Vicki Hurdová
- Denis O'Hare jako Moore
- Damian Young jako senátor Jim Pine
- Peter Hermann jako Sanderman
- Rick Avery jako Allen C. Robinson Jr.
- Tom Kemp jako Paul Honeywell
- Frank Grillo jako Agent 1, Emmin vrah.

- Peter Epstein jako Agent 2
- Wayne Duvall jako policejní náčelník
- Paul Sparks jako detektiv northamptonské policie
- Frank L. Ridley jako policista s automatickými zbraněmi